# Thandiswa
Thandiswa Mazwai er en sydafrikansk sangerinde og sangskriver.
Den sydafrikanske nymfe Thandiswa har længe været i offentlighedens bevidsthed i sit hjemland. Hun er tidligere sangerinde og sangskriver for gruppen Bongo Maffin, der gjorde sig specielt bemærket indenfor sydafrikansk  kwaito musik, en musikform med rødder i amerikansk house. Med dette band udgav hun fire albums.
I 2004 udgav Thandiswa sit første soloalbum Zabalaza, som var en blanding af xhosa rytmer, upbeat mbaquanga, reggae, kwaito og gospellignende hybrider.

## Diskografi

### Albums
- 2004: Zabalaza (Universal Music)
- 2009: Ibokwe (Gallo)
- 2010: Dance of the Forgotten Free (Gallo, Live-DVD)
- 2016: Belede (Gallo)
- 2024: Sankofa[2] (Universal Music)